# Соловьёв, Дмитрий Владимирович
Дми́трий Влади́мирович Соловьёв (род. 18 июля 1989, Москва) — российский фигурист, выступавший в танцах на льду с Екатериной Бобровой. Олимпийский чемпион (2014, командный турнир), серебряный призёр Олимпийских игр (2018, командный турнир), бронзовый призёр чемпионата мира (2013), чемпион Европы (2013) и семикратный чемпион России (2011—2014, 2016—2018).
Заслуженный мастер спорта России.

## Карьера

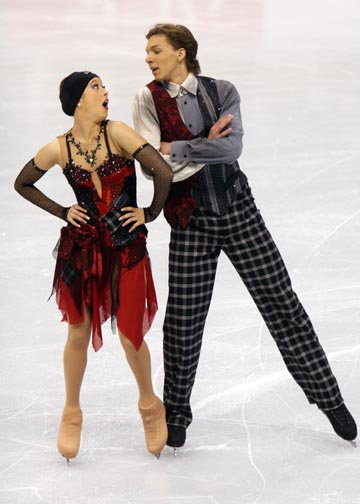
Боброва и Соловьёв в 2008 году

В пару с Екатериной они встали в 2000 году. До 2012 года тренировался у Елены Кустаровой и Светланы Алексеевой.
На чемпионате России 2008 года они завоевали бронзовую медаль. В связи с тем, что первая российская пара Оксана Домнина/Максим Шабалин не смогла участвовать в чемпионате мира из-за травмы партнёра, Боброва и Соловьёв приняли участие в мировом первенстве, где были 13-ми.
На следующем чемпионате страны стали только четвёртыми и таким образом на крупные международные старты не попали. В феврале 2009 года приняли участие в Универсиаде, где заняли 5-е место.
На чемпионате России 2010 опередили гораздо более опытных Екатерину Рублёву и Ивана Шефера, заняли 2-е место и вошли в сборную страны на чемпионат Европы, где стали 9-ми, и Олимпийские игры, где заняли 15-е место.
В апреле 2012 года перешли тренироваться к Александру Жулину и Олегу Волкову. Переход к новому тренеру принёс первые значительные успехи в сезоне 2012—2013: Пара стала первой на чемпионате Европы 2013 и заняла третье место на чемпионате мира.
Новый сезон 2013—2014 начали на Cup of China где стали вторыми. На Cup of Russia завоевали золотую медаль и попали в Финал Гран-при. В финале остановились в шаге от пьедестала.
Чемпионат России пара выиграла.
В марте 2016 года стало известно, что в пробе на допинг Бобровой, взятой после чемпионата Европы, был обнаружен запрещённый ВАДА препарат мельдоний. В апреле ISU отменил временную дисквалификацию Бобровой ввиду низкой концентрации препарата в допинг-пробе и длительного срока его выведения из организма. Пара продолжила подготовку в следующему сезону.
Новый предолимпийский сезон российская пара начала в Братиславе на Мемориале Непелы. Спортсмены после короткого танца были вторыми, но в произвольном танце сумели переместиться в лидеры. При этом были улучшены все прежние спортивные достижения фигуристов. В середине октября российские танцоры выступали на этапе Гран-при в Чикаго, где на Кубке Америки они заняли третье место. В начале ноября они выступали на втором своём этапе Гран-при в Москве, где в упорной борьбе на Кубке Ростелекома заняли первое место, при этом они превзошли все прежние свои достижения. Это позволило им выйти в финал Гран-при, в Марселе. В середине ноября на Кубке Варшавы фигуристы заняли первое место. Во Франции в начале декабря в упорной борьбе они заняли четвёртое место на финале Гран-при. В конце декабря на национальном чемпионате в Челябинске, фигуристы в очередной (шестой) раз стали чемпионами страны. В конце января российские спортсмены выступали в Остраве на европейском чемпионате, где они в упорной борьбе заняли третье место; при том, что после короткой программе шли в лидерах. В конце марта российские фигуристы выступали на мировом чемпионате в Хельсинки, где им удалось в упорной борьбе войти в пятёрку ведущих танцевальных пар мира. Через три недели на заключительном турнире сезона командном чемпионате мира российские спортсмены выступили не совсем удачно, финишировали на третьем месте в каждом виде программ. Российская сборная выиграла серебряные медали.

### Третий олимпийский сезон
Новый олимпийский сезон российские фигуристы начали в Братиславе, где выступили на турнире Мемориал Ондрея Непелы, его они выиграли. Через три недели они выступили в серии Гран-при на домашнем этапе, где им удалось финишировать на втором месте. При этом были улучшены достижения в коротком танце. В начале ноября пара выступила на китайском этапе в серии Гран-при, где они финишировали с бронзовыми медалями. В начале декабря последовало выступление на Золотом коньке Загреба, которое пара уверенно завершила победителями. При этом пара сумела улучшить свои прежние достижения в произвольном танце и сумме. На национальном чемпионате в середине декабря в Санкт-Петербурге пара финишировала рядом с пьедесталом. На домашнем Чемпионате Европы 2018 в Москве пара вновь стала серебряной. В начале февраля ещё до открытия Олимпийских игр в Южной Корее пара начала соревнования в командном турнире. Они в Канныне финишировали третьими в короткой программе. В произвольной программе пара также финишировала третьими. Сборная российских атлетов в итоге финишировала с серебряными медалями. На Олимпийских играх в Корее Дмитрий в составе команды атлетов-олимпийцев из России завоевал серебряную медаль в командных соревнованиях. В середине февраля в Канныне на личном турнире Олимпийских игр российские фигуристы финишировали пятыми. Им также удалось улучшить свои прежние достижения в сумме.

## Программы

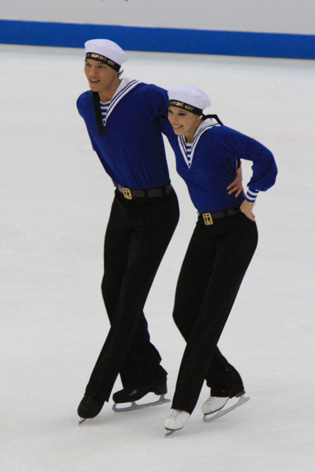
Боброва и Соловьёв в программе «Яблочко», 2009 год.

| Сезон     | Оригинальный/Короткий танец | Произвольный танец |
| --------- | --- | --- |
| 2013—2014 | Квикстеп: Diamonds Are a Girl’s Best Friend Жюль Стайн Фокстрот: I Will Wait For You Мишель Легран Квикстеп: Swing, Swing, Swing My Baby | Времена года Антонио Вивальди Lacrimosa Моцарт                                                                                                 |
| 2012—2013 | Полька: «О бедном гусаре замолвите слово» Андрей Петров Вальс: «Экипаж» Альфред Шнитке                                                   | Man With a Harmonica из саундтрека к фильму «Однажды на Диком Западе» Эннио Морриконе (remix Apollo 440) «Тоска» Джакомо Пуччини (аранжировка) |
| 2011—2012 | Самба Румба Самба | Вальпургиева ночь из оперы «Фауст» Шарль Гуно                                                                                                  |
| 2010—2011 | «Дилайла» Том Джонс Вальс «Where I Want to Be» из мюзикла «Шахматы» Бенни Андерссон, Бьёрн Ульвеус                                       | Саундтрек к фильму «Мелодии белой ночи» Исаак Шварц                                                                                            |
| 2009—2010 | «Яблочко» | Адажио Томазо Альбиони |
| 2008—2009 | «Mack the Knife» Курт Вайль | Саундтрек к фильму «Ромео + Джульетта» |
| 2007—2008 | «Калинка» | «Suite in D Dur» и «Токката и фуга» Иоганн Себастьян Бах                                                                                       |
| 2006—2007 | Танго «La Passion» | «Artsakh» из Армянской рапсодии Ара Геворкян                                                                                                   |

## Спортивные достижения
(с Е.Бобровой)

### С 2015 года
| Соревнование/Сезон                                   | 2015—2016 | 2016—2017 | 2017—2018 |
| ---------------------------------------------------- | --------- | --------- | --------- |
| Зимние Олимпийские игры. Индивидуальные соревнования |           |           | 5         |
| Зимние Олимпийские игры. Командные соревнования      |           |           | 2         |
| Чемпионаты мира                                      |           | 5         |           |
| Чемпионаты Европы                                    | 3         | 3         | 2         |
| Финалы Гран-при                                      | 5         | 4         |           |
| Этапы Гран-при: Skate Canada                         | 3         |           |           |
| Этапы Гран-при: NHK Trophy                           | 2         |           |           |
| Этапы Гран-при: Кубок Ростелекома                    |           | 1         | 2         |
| Этапы Гран-при: Skate America                        |           | 3         |           |
| Этапы Гран-при: Кубок Китая-Audi                     |           |           | 3         |
| Командные чемпионаты мира                            |           | 2         |           |
| Мордовские узоры                                     | WD        |           |           |
| Мемориал О. Непелы                                   |           | 1         | 1         |
| Кубок Варшавы                                        |           | 1         |           |
| Золотой конёк Загреба                                |           |           | 1         |
| Чемпионаты России                                    | 1         | 1         | 1         |

### До 2015 года
| Соревнования                                         | 2005—2006 | 2006—2007 | 2007—2008 | 2008—2009 | 2009—2010 | 2010—2011 | 2011—2012 | 2012—2013 | 2013—2014 |
| ---------------------------------------------------- | --------- | --------- | --------- | --------- | --------- | --------- | --------- | --------- | --------- |
| Зимние Олимпийские игры. Индивидуальные соревнования |           |           |           |           | 15        |           |           |           | 5         |
| Зимние Олимпийские игры. Командные соревнования      |           |           |           |           |           |           |           |           | 1         |
| Чемпионаты мира                                      |           |           | 13        |           | 8         | 6         | 7         | 3         | WD        |
| Чемпионаты Европы                                    |           |           |           |           | 9         | 2         | 2         | 1         |           |
| Чемпионат мира среди юниоров                         |           | 1         |           |           |           |           |           |           |           |
| Чемпионаты России                                    | 8J        | 1J        | 3         | 4         | 2         | 1         | 1         | 1         | 1         |
| Финалы Гран-при                                      |           |           |           |           |           | 4         | 6         | 5         | 4         |
| Этапы Гран-при: Cup of China                         |           |           |           |           |           | 2         | 1         | 2         | 2         |
| Этапы Гран-при: Skate America                        |           |           |           |           |           |           |           | 2         |           |
| Этапы Гран-при: Cup of Russia                        |           |           | 4         |           |           | 1         | 3         |           | 1         |
| Этапы Гран-при: Skate Canada                         |           |           | 5         | 6         | 4         |           |           |           |           |
| Этапы Гран-при: NHK Trophy                           |           |           |           | 4         | 4         |           |           |           |           |
| Finlandia Trophy                                     |           |           |           |           |           |           |           | 1         |           |
| Зимние Универсиады                                   |           |           |           | 5         |           |           |           |           |           |

WD = фигуристы снялись с соревнований.
J = юниорский уровень.

## Награды
- Орден Дружбы (24 февраля 2014 года) — за большой вклад в развитие физической культуры и спорта, высокие спортивные достижения на XXII Олимпийских зимних играх 2014 года в городе Сочи[20][21].
- Заслуженный мастер спорта России (10 февраля 2014 года)[22]

## Участие в телешоу
- 2020 год — «Ледниковый период-7» (в паре с Ольгой Бузовой)
- 2021 год — «Ледниковый период-8» (в паре с Ксенией Бородиной)
- 2022 год — «Ледниковый период-9» (в паре с Натальей Подольской)
- 2024 года — «Ледниковый период. Народный» (в паре с Диной Авериной)

## Нападение на спортсмена
21 декабря 2021 года Дмитрия госпитализировали после того, как его избили трое неизвестных. Со слов его гражданской жены кёрлингистки Анны Сидоровой, возникла перепалка, которая переросла в драку и трое неизвестных избили спортсмена. В прессе появилась информация со ссылкой на пострадавшую сторону в качестве источника, что в Боткинской больнице состояние здоровья Дмитрия было оценено как средней тяжести. Полиция задержала двоих подозреваемых.

## Личная жизнь
- Первая жена (в браке состояли с 2006 и развелись после рождения сына) — Екатерина Лобанова[26].
  - Сын — Александр (род. 2010)

- Состоял в гражданском браке с кёрлингисткой Анной Сидоровой[27].

В 2024 году принял участие в новом сезоне шоу «Ледниковый период» в паре с гимнасткой Диной Авериной. Вскоре пара подтвердила свои романтические отношения вне проекта. 14 февраля 2025 года Соловьёв сделал Авериной предложение.